# Monceaux-sur-Dordogne
Monceaux-sur-Dordogne ist eine französische Gemeinde mit 630 Einwohnern (Stand 1. Januar 2022) im Département Corrèze in der Region Nouvelle-Aquitaine. Die Einwohner nennen sich  Moncellois(es).

## Geografie
Die Gemeinde liegt im Zentralmassiv am rechten Ufer der Dordogne. Die Präfektur des Départements Tulle befindet sich gut 25 Kilometer nordwestlich und Argentat 4 Kilometer östlich.
Nachbargemeinden von Monceaux-sur-Dordogne sind Neuville im Norden, Argentat-sur-Dordogne mit Argentat im Osten, La Chapelle-Saint-Géraud im Südosten, Reygade und Bassignac-le-Bas im Süden, Chenailler-Mascheix im Südwesten sowie Saint-Hilaire-Taurieux im Westen.

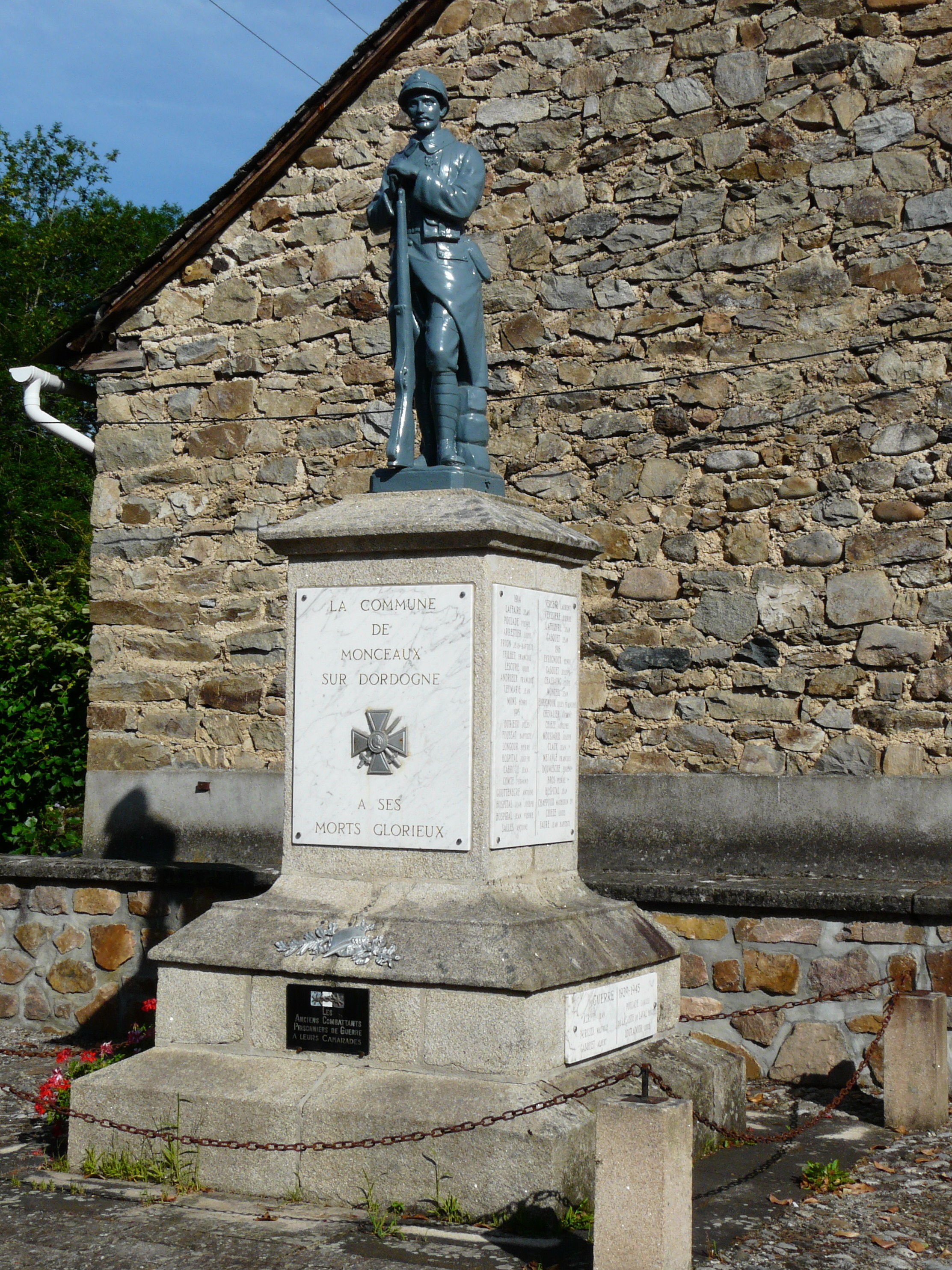
Gefallenendenkmal

## Wappen
Beschreibung: In Blau drei goldene Balken.

## Einwohnerentwicklung
| Jahr      | 1962 | 1968 | 1975 | 1982 | 1990 | 1999 | 2007 | 2017 |
| Einwohner | 837  | 948  | 812  | 722  | 703  | 665  | 682  | 636  |

## Sehenswürdigkeiten
- keltische Oppidum Puy du Tour[1] aus der Latènezeit

## Persönlichkeiten
- René Teulade (* 1931), französischer Politiker (Parti Socialiste), ehemaliger Minister